# Noisy-Rudignon
Noisy-Rudignon – miejscowość i gmina we Francji, w regionie Île-de-France, w departamencie Sekwana i Marna.
Według danych na rok 1990 gminę zamieszkiwało 467 osób, a gęstość zaludnienia wynosiła 112 osób/km² (wśród 1287 gmin regionu Île-de-France Noisy-Rudignon plasuje się na 828. miejscu pod względem liczby ludności, natomiast pod względem powierzchni na miejscu 741.).